# Stenocranus lautus
Stenocranus lautus är en insektsart som beskrevs av Van Duzee 1897. Stenocranus lautus ingår i släktet Stenocranus och familjen sporrstritar. Inga underarter finns listade i Catalogue of Life.